# De Geite
De Geite of Sint Jozef De Geite is een gehucht in de gemeente Hooglede in de Belgische provincie West-Vlaanderen. Het ligt in vogelvlucht een viertal kilometer ten noordwesten van het centrum van Hooglede, en heeft zijn eigen parochie, genoemd naar Sint Jozef.
Het gehucht is ontwikkeld op het kruispunt van twee wegen. In noord-zuidrichting loopt de verbindingsweg tussen Kortemark en Staden, en oost-westrichting de weg tussen Gits en Handzame. Het gehucht was eerst een proosdij, en werd in 1898 een zelfstandige parochie.
Naar dit gehucht is de lokale streekspecialiteit, de Geytetaart, genoemd.

## Geschiedenis
Het gehucht draagt reeds lang deze naam. Op de Ferrariskaarten (1777) en de Popp-kaart (1842-1879) staat het aangeduid als "De geete" en de Atlas der Buurtwegen en de Vandemaelen-kaart (1846-1854) als "La chevre". Later werd soms de naam van de patroonheilige van de kerk aan de plaatsnaam toegevoegd tot Sint-Jozef De Geite. Vermoedelijk was na 1898 toen de geite een zelfstandige parochie werd.

## Bezienswaardigheden
- De Sint-Jozefskerk is een neoromaans kerkje uit 1862. Men kreeg pas in 1878 erkenning als kapel; in 1898 werd Sint-Jozef een parochie. De kerk is een eenbeukige kruiskerk, met noordertoren.
- Ook een aantal hoeves zijn opgenomen als onroerend erfgoed o.a. Hoeve De Gunst
- Het oude station Sint-Jozef
- Het Kunstwerk 'De Bedelaar' van de hand van Manon Huguenin, geïnspireerd op het gelijknamige gedicht van Omer Karel De Laey.[1]

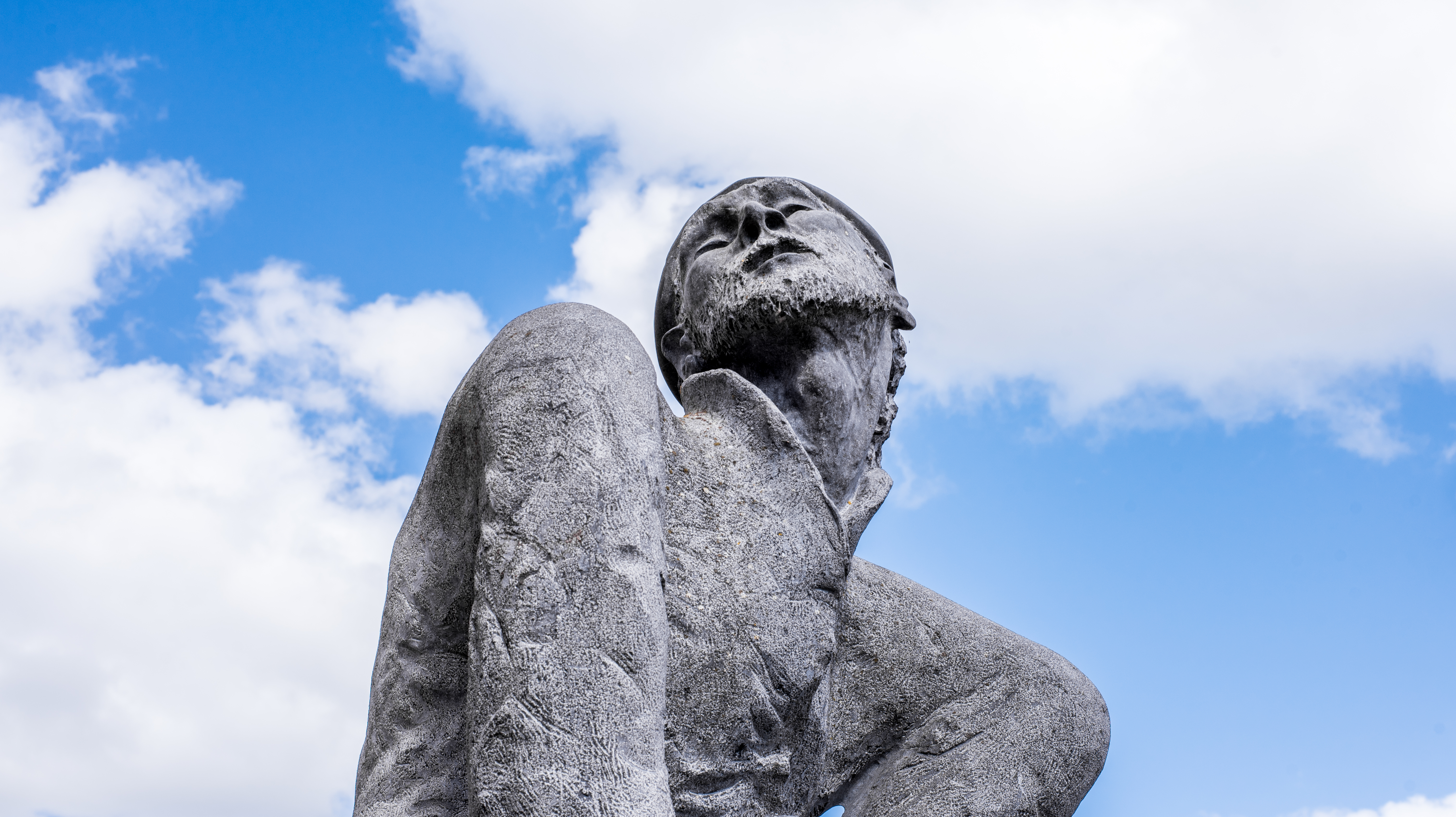
Het Kunstwerk 'De Bedelaar'

## Natuur en lanschap
De Geite ligt in Zandlemig Vlaanderen op een hoogte van ongeveer 25 meter.

## Nabijgelegen kernen
Staden, Handzame, Kortemark, Gits, Hooglede